# Nigriniano
Nigriniano (latino: Nigrinianus; fl. III secolo) è stato il nipote dell'imperatore romano Marco Aurelio Caro.

## Biografia
L'esistenza di Nigriniano, il cui nome era verosimilmente Marco Aurelio Nigriniano (latino: Marcus Aurelius Nigrinianus), è attestata da prove numismatiche ed epigrafiche; morì comunque prima del nonno, che lo divinizzò, in quanto tutte le monete gli furono dedicate postume.
È comunemente accettato che Nigriniano fosse figlio del figlio maggiore di Caro, Marco Aurelio Carino, e di sua moglie, Magnia Urbica; è stato anche proposto che fosse figlio di Paulina, figlia di Caro.
Prima del ritrovamento dell'epigrafe dedicatoria di una statua a "Divus Nigrinianus, nepos Cari" da parte di Geminio Festo (Geminius Festus), rationalis di Carino, si congetturava che Nigriniano fosse figlio di Lucio Domizio Alessandro, usurpatore in Africa (311).